# 西屯區
西屯區，舊稱「西大墩」，前身「西屯鄉」，位於臺灣臺中市西部，臺中市區的西北端，大肚山與臺中盆地交界地帶之上，為臺中市政府（臺灣大道市政大樓）所在地。周邊與大雅、沙鹿、龍井、大肚、南屯、西區、北區、北屯等區為界，全境面積約為39.8467平方公里，人口約有23.7萬人，是臺中市人口第二多的行政區（僅次於北屯區）。
西屯區早期為隸屬平埔族群的巴宰族的居住地，早在1700年代時即已有漢人入墾，後隨對外的交通路線發展，形成商業中心。現則由於市地重劃，各項重大建設的推展，並且地處重要交通幹線交會點，促使西屯由農業為主的風貌，轉型成為臺灣中部的工商業密集地帶，境內擁有眾多文教單位、工業園區、交通設施，交通便利，有逢甲商圈、臺中國家歌劇院、臺中都會公園、張家祖廟等觀光景點。

## 歷史
1701年（清康熙40年），福建省漳州府詔安縣客家人廖朝孔帶領弟弟、堂弟等人來到台灣，而後應張達京之邀在西屯一帶開墾。當時西屯區仍是平埔族群中的巴則海族世居的地區。廖家為詔安客家人。1716年，曾作為總岸裡社的土官阿莫針對當時的諸羅縣知縣周鍾瑄作為開墾的要求"東至大山，西至沙轆地界大山，北至大溪，東南至阿里史，西南至姑婆竽被和現在的西屯區上下石碑附近開墾，這是官方文書中對西屯地區最早的開墾紀錄。
清道光年間，西屯村落開始發展形成市鎮，並且被稱為西大墩。而在乾隆年中期西屯地區已經陸續開墾完成，並且在史籍中記錄了西大墩、水堀頭、馬龍潭、港尾等地名。西屯是屬於台灣縣拺東下堡。
日治時期1895年，改成台中縣西大墩區。1920年10月1日台灣區劃改變，改為台中州大屯郡西屯庄。
戰後1945年，隸屬臺中縣大屯區西屯鄉。1947年2月1日，臺中市擴大市區版圖，西屯鄉編入臺中市，改稱「西屯區」。

## 舊地名

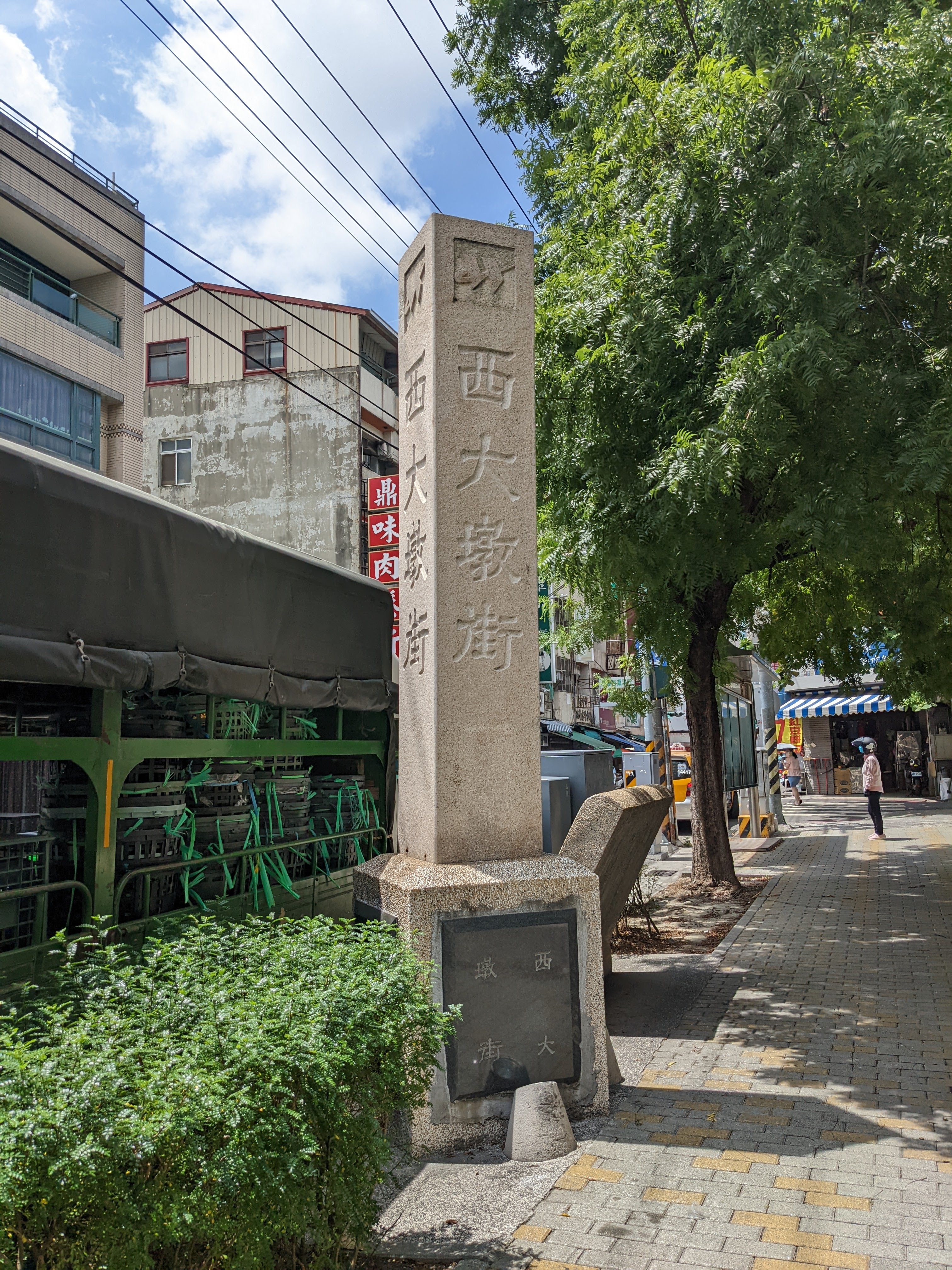
西屯國小校門口前的「西大墩街」石碑。

- 西大墩：西屯老街的舊稱，為早期張廖姓宗親聚落，至今仍有許多張廖姓家族居住於此。而今日西安里二鄰，即光明路舊西屯區公所後面一帶，因地當西屯街市之最上方，故稱「街仔頭」；西安里六鄰，即光明路西屯菜市場以南一帶，因地當西屯街市尾端而得名，稱「街仔尾」。
- 上石牌、下石牌：兩者又合稱「大姑婆」，上石牌約略在今日臺中水湳經貿生態園區南側、逢甲大學南側、福科路交叉口附近，其中福科路又稱為「湳仔」；下石牌約略在今日甘肅路二段至水湳市場一帶，水湳市場地區又稱為「新街」。早期漢族剛移民到台中西屯一帶時，官府為防止原漢衝突，因而設立石牌為界，雙方不得越界。
- 伙房：在墩仔腳與西屯派出所中間，因早期居民是詔安客家人，因此，稱所居住的三合院為「伙房」，但公車站牌誤寫為「火房」。
- 墩仔腳：位於現在的環中路與西屯路口附近，以前有一小土墩（即西大墩所指的土墩），開拓高速公路及環中路時被剷平。
- 惠來厝：廣東省惠來地區的移民所居住的村落的舊地名。
- 三張：位今西屯路以南、逢甲路以東、潮洋溪以西一帶，向南延伸至臺灣大道北約一百公尺範圍內，約十五甲耕地，故稱三張，其位置約為現在至善國中附近。
- 港尾仔：原為永興庄
- 蕃仔崙：位於今西安里七鄰，即光明路近臺灣大道一帶，昔為巴則海平埔族居住之地，故得名。
- 八張犁：原八張犁庄、大厝、下庄、三甲半、九甲三、張半、抄封，今日的廣興宮附近及自來水第四檢驗處（八張犁給水廠）。
- 潮洋庄、馬龍潭（又稱馬鳴潭）：兩地今合稱為朝馬，為國道客運樞紐。
- 下七張犁：原下七張犁庄、賴公厝（蓮峰堂）、瓦厝底、虎寮埔、過溪仔，今協和里安和路、啟聰學校（盲啞學校）附近。
- 水堀頭[4]：現今西屯路三段的永安里、福安里之通稱。
- 何厝庄：今何源、何仁、何德、何福、何安、何厝、何明、何南、何成等九里範圍，東至精誠路、太原路與西區相鄰；南至大隆路、大墩路、大墩十七街與南屯區相鄰；西至文心路二段與惠來里相鄰，北至長安路一段、文心路三段與大河里為鄰；臺灣大道及文心路為其交通主軸。為早期何氏宗親聚落，至今仍有許多何姓家族居住於此。
- 林厝庄：原三塊厝仔、三角埔、十三公墓附近，今福雅路、安林路。

## 地理

### 地形
- 大肚台地
- 台中盆地

### 地質
西屯區地質構造有兩大部份：大肚台地是洪積層地質，台中盆地是沖積層地質。

### 水文

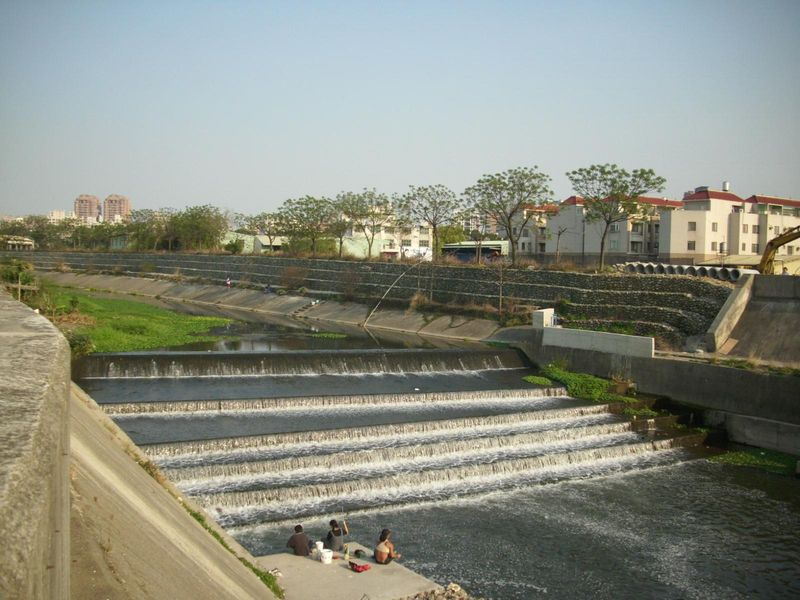
港尾仔溪下游出口處和筏子溪

- 筏子溪
- 潮洋溪
- 麻園頭溪
- 楓樹腳溪
- 港尾仔溪

### 人口
根據臺中市政府民政局統計，2024年底西屯區戶數約9.9萬戶，人口約23.7萬人，是臺中市人口第二大區，也是中臺灣地區人口第二多的鄉鎮市區。區內人口最多與最少的里分別是惠來里與龍潭里，2024年底兩里人口分別為21,564人與1,389人，其中惠來里是臺中市僅次於北屯區廍子里的人口第二大里，此外，境內的第二大里永安里則是臺中市人口第五大里，計有16,613人。西屯區人口的年齡構成中，0至14歲人口佔比約14.22%，15至64歲人口佔比約71.06%，65歲以上人口佔比約14.73%。

## 政治

### 歷任首長
| 任次 | 姓名   | 就任日期       | 卸任日期       | 備註 |
| 1    | 廖天榜 | 1960年3月16日  | 1963年6月16日  |      |
| 1    | 林阿枋 | 1963年6月17日  | 1966年7月31日  | 代理 |
| 1    | 張進爵 | 1966年8月1日   | 1967年10月2日  | 兼代 |
| 2    | 廖天榜 | 1967年10月3日  | 1973年11月10日 |      |
| 3    | 黃立德 | 1975年11月11日 | 1982年9月26日  |      |
| 4    | 黃玉昆 | 1982年9月27日  | 1990年9月12日  |      |
| 5    | 陳堯弘 | 1990年9月13日  | 1998年8月30日  |      |
| 6    | 羅文遠 | 1998年8月31日  | 2004年8月31日  |      |
| 7    | 洪耕然 | 2004年9月1日   | 2012年10月8日  |      |
| 8    | 徐仙卿 | 2012年10月9日  | 2014年12月24日 |      |
| 9    | 何國裕 | 2014年12月25日 | 2019年2月11日  |      |
| 10   | 陳寶雲 | 2019年2月12日  | 2025年1月16日  |      |
| 11   | 鄭錫禧 | 2025年1月16日  | 現任           |      |

### 區政組織

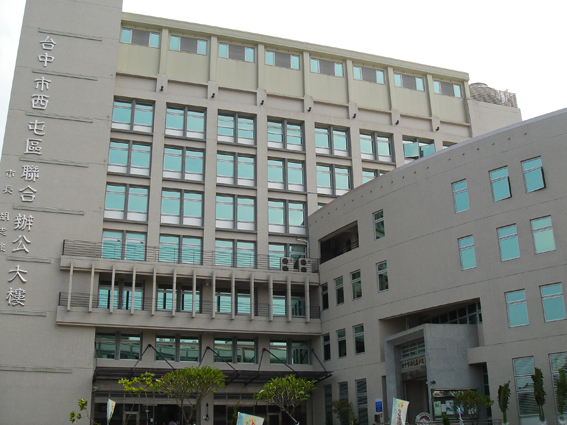
西屯區聯合辦公大樓

西屯區公所是臺中市政府在西屯區的派出機關，在中華民國政府架構中為市政府綜理區政的執行機關，上級業務監督機關為臺中市政府。区长由市長任命，其任期為無任期保障。在區長、副區長及主任秘書之下，設有5課4室等9個內部單位。西屯區為臺中市議會第六選區，在市議會的65席市議員中，西屯區共選出5席區域市議員（不含平地原住民與山地原住民議員）。

### 行政區劃
西屯區行政區劃轄有39里，以筏子溪為界可分為溪西、溪東等2個地區：
- 溪西：永安里、福安里、福雅里、福林里、福瑞里、福聯里、福恩里、福中里、福和里、協和里、林厝里等共11里

- 溪東：惠來里、潮洋里、西墩里、西安里、西平里、何成里、何安里、何仁里、何源里、何福里、何德里、何厝里、何明里、何南里、上石里、上安里、上德里、至善里、逢甲里、逢福里、大河里、大鵬里、大福里、大石里、鵬程里、港尾里、廣福里、龍潭里等共28里

永安、福安、福和三里實際上橫跨筏子溪東西。

## 經濟

### 農業
特產
- 畜牧：乳牛、乳羊、肉豬、鴨、鵝等。
- 農產：稻米、地瓜、芝麻、花卉（小玫瑰、文心蘭、蝴蝶蘭、非洲菊）、香蕉、芒果、荔枝、文旦、蕃石榴等。
- 休閒農業：乘坐牛車、焢窯、地瓜特餐等。

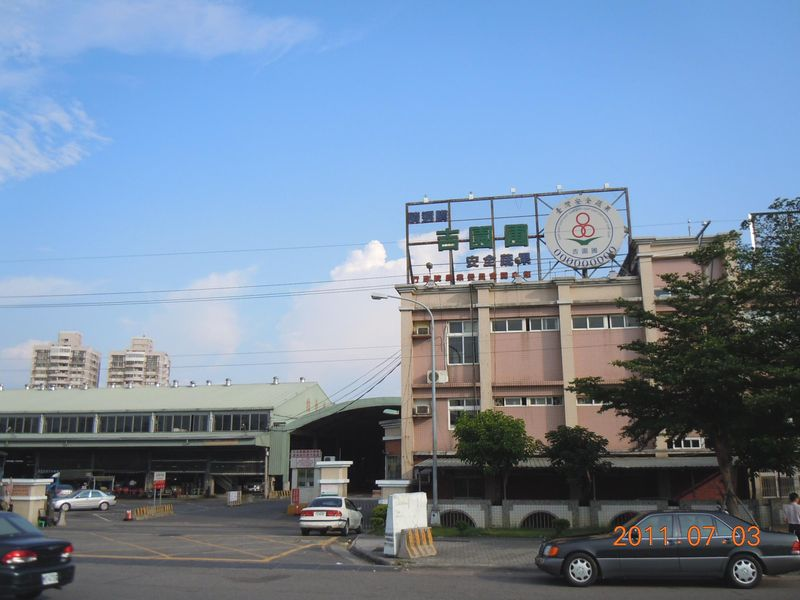
台中果菜批發市場
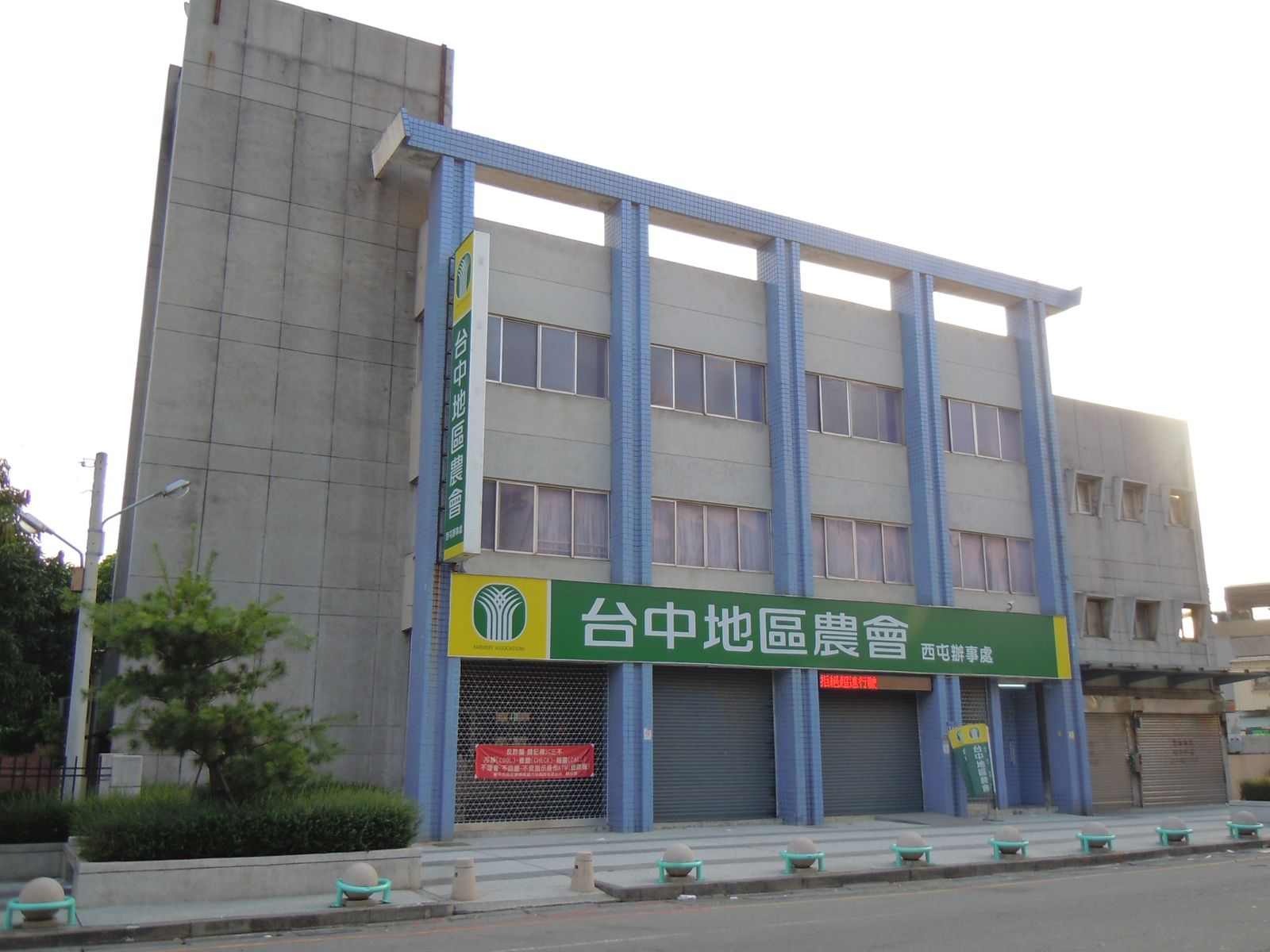
台中地區農會西屯辦事處

### 工商業
工商園區
- 台中產業園區：台灣中部規模最大的傳統產業園區。
- 中部科學園區臺中園區：2000年設置，為台灣第三座科學工業園區，位於西屯區與大雅區的交界處，是臺中市的大型經濟建設。中科管理局設於此地。

總部設於此的工商業機構
- 國家中山科學研究院-航空研究所：其前身是國防部軍備局中山科學研究院，目前為行政院所屬之國營企業，航空研究所在臺中水湳經貿生態園區旁。另外在龍潭與左營有設廠，是台灣唯一研發軍用飛機、飛彈、武器的國家單位。
- 漢翔工業：其前身是國防部航空工業發展中心，目前為經濟部所屬之國營企業，總部設在水湳機場旁。另外在鄰台中國際機場與高雄市岡山區有設廠，是台灣唯一的飛機製造工廠。
- 巨大機械（捷安特）：營運總部設在中科園區台中基地內。
- 台中世貿中心：位於台中工業區內。
- 台中精機集團：位於東海大學對面的台灣大道上。
- 長億集團：位於西屯區台灣大道旁，是台灣中部地區的大型綜合企業，並創辦朝陽科大。
- 全國廣播

### 金融業
- 臺灣銀行西屯分行、水湳分行、中都分行、臺中工業區分行
- 臺灣土地銀行西屯分行、中港分行
- 合作金庫銀行西臺中分行、西屯分行、朝馬分行、中港分行、逢甲分行、水湳分行、永安分行
- 第一銀行中港分行
- 華南銀行臺中港路分行、中科分行
- 彰化銀行西屯分行、中港分行
- 兆豐銀行北臺中分行、寶成分行、榮總分行
- 臺灣中小企業銀行西屯分行
- 台中銀行西屯分行、新總行台中之鑽(2023年完工)
- 三信銀行西屯分行
- 玉山銀行臺中分行、西屯分行、中工分行
- 台新銀行逢甲分行、市府分行
- 國泰世華銀行西屯分行、中港分行、市政分行、逢甲分行、水湳分行
- 中國信託銀行西屯分行、市政分行、黎明分行
- 台北富邦銀行西屯分行、市政分行
- 永豐銀行市政分行
- 上海商業儲蓄銀行市政分行
- 華泰銀行臺中分行
- 新光銀行西屯分行、中港分行、永安分行
- 聯邦銀行臺中分行、北臺中分行、西屯分行
- 遠東銀行臺中朝富分行
- 元大銀行中港分行、文心分行、水湳分行
- 凱基銀行市政分行
- 渣打銀行臺中分行、西屯分行、東海分行
- 滙豐(台灣)銀行臺中分行
- 星展(台灣)銀行中港分行
- 法國巴黎銀行臺中分行

### 未來大型建設
- 台中捷運藍線（規劃中）
- 水湳經貿園區（分區施工中）
- 中部科學園區臺中園區（擴大開發，興建中）

## 教育

### 大專院校
- 東海大學
- 逢甲大學
- 僑光科技大學
- 國立中興大學中科研發創業育成中心：設立於中部科學園區內設立，校本部位於臺中市南區。
- 朝陽科技大學創新育成中心：設立於中部科學園區內，校本部位於臺中市霧峰區。

### 高級中等學校
- 臺中市立文華高級中等學校
- 臺中市立西苑高級中學
- 東海大學附屬高級中等學校
- 臺中市私立宜寧高級中學

### 國民中學
- 臺中市立安和國民中學
- 臺中市立至善國民中學
- 臺中市立中山國民中學
- 臺中市立漢口國民中學
- 臺中市立福科國民中學
- 臺中市立西苑高級中學
- 東海大學附屬高級中等學校
- 臺中市私立葳格雙語中小學
- 臺中市私立麗喆雙語中小學

### 國民小學
- 臺中市西屯區西屯國民小學(1903)：臺中市西屯區西安里西屯路二段300號
- 臺中市西屯區永安國民小學(1922)：臺中市西屯區福安里西屯路三段133號
- 臺中市西屯區泰安國民小學(1955)：臺中市西屯區港尾里廣福路150巷99號
- 臺中市西屯區協和國民小學(1959)：臺中市西屯區協和里安和路99號
- 臺中市西屯區大鵬國民小學(1959)：臺中市西屯區大鵬里大鵬路59號

- 臺中市西屯區大仁國民小學(1980)：臺中市西屯區何德里重慶路200號，曾在1991年世界少棒比賽榮獲威廉波特世界冠軍。
- 臺中市西屯區重慶國民小學(1992)：臺中市西屯區何源里重慶路358號
- 臺中市西屯區何厝國民小學(1993)：臺中市西屯區何安里重慶路1號
- 臺中市西屯區國安國民小學(1995)：臺中市西屯區永安里國祥街1號
- 臺中市西屯區上石國民小學(1996)：臺中市西屯區上石里西屯路二段上石南6巷25號
- 臺中市西屯區上安國民小學(2003)：臺中市西屯區至善里上安路156號
- 臺中市西屯區長安國民小學(2007)：臺中市西屯區何仁里櫻花路18號
- 臺中市西屯區惠來國民小學(2009)：臺中中市西屯區惠來里文中路168號
- 臺中市西屯區東海國民小學(2015)：臺中市西屯區福聯里國際街75號
- 東海大學附屬高級中等學校小學部
- 私立葳格雙語中小學 小學部
- 私立麗喆雙語中小學 小學部

### 特教學校
- 臺中市立啟聰學校

### 公共圖書館
- 臺中市政府市政圖書資料館
- 臺中市立圖書館西屯分館
- 臺中市立圖書館西屯永安分館
- 臺中市立圖書館西屯協和分館
- 臺中市立圖書館西屯溪西分館

## 醫療
- 臺中榮民總醫院
- 澄清醫院中港院區

## 交通
西屯區是台灣重要的陸運與空運交通中樞之一，中山高速公路在西屯區設置了交流道與大雅交流道。其中台中交流道兩側為台中市交通樞紐，朝馬地區為多家國道客運業者的駐點；中港轉運站為統聯客運國道重要中繼站，亦是該客運市公車發車站。
除此之外，從1920年代起至2004年之間位於本區水湳機場亦為台灣中部地區重要的航空運輸中心；台中市區最重要的兩條交通動脈台灣大道（台12線）及文心路的交會處亦位於此區。這些重要的交通幹線，帶來了交通的便利，也因此帶動了西屯區周邊的繁榮與發展，使西屯區逐漸脫離農業為主的風貌，轉型成為台灣中部地區工商業密集的地區。

### 公路
- 國道一號（中山高速公路）：境內設有174 大雅大雅交流道、178 台中台中交流道
- 台74線（快官霧峰線）：東西向快速公路、快官霧峰線、臺中環線，境內設有8 西屯一西屯一交流道、10 西屯二西屯二交流道、11 西屯三西屯三交流道、13 北屯一北屯一交流道
- 台1乙線（中清路）：臺中市重要的交通動脈之一，連接五權路、國道一號大雅交流道、臺中航空站至清水區。
- 台12線（台灣大道）：臺中市最重要的交通動脈，連接臺中車站、國道一號台中交流道與台中港。
- 市道125號：西屯區－南屯區－烏日區
- 市道127號：西屯區－南屯區－烏日區
- 市道136號：本區西南邊界
- 文心路：早期為臺中市區外環道路之一，因市區擴大而已成為市區重要的交通動脈，多數路段與捷運綠線共構。
- 西屯路：道路歷史悠久因此路面不夠寬、往來車流量又大，沿線塞車嚴重日漸惡化，是通往市區的主要道路之一。
- 市政路：未來的市政路延伸工程，將成為舒緩台中工業區與中部科學園區台中基地的道路之一。
- 青海路：與西屯路平行，連接漢口路至環中路。
- 福科路：與西屯路平行，連接黎明路至東大路。
- 中科路：中部科學園區台中基地與台74線的連接道路，於河南路二段銜接甘肅路。
- 環中路：臺中市區外環道路之一，多數路段與台74線共構。
- 東大路：台灣大道與中部科學園區台中基地的連接道路。

### 大眾運輸

#### 台中捷運
- 烏日文心北屯線：108 文華高中站 – 109 文心櫻花站 – 110 市政府站
- █藍線（規劃中）：東海別墅站 – 東海大學站 – 澄清醫院站 – 安和站 – 秋紅谷公園站 – 市政府站

#### 市區公車
- 台灣大道幹線候車站：新光/遠百、秋紅谷、福安、中港新城、澄清醫院、玉門路、榮總/東海大學、東海別墅站

| 路線號碼 | 營運路線名稱                              | 營運業者                   | 備註 |
| 5        | 干城站－臺中車站－僑光科技大學            | 全航客運                   | 經一中商圈、大墩文化中心、文心森林公園、惠文高中 大遠百、新光三越、逢甲商圈 |
| 6        | 干城站－忠義里（中科實中）                | 台中客運                   | 經臺中車站、大雅、六張犁 |
| 8        | 臺中刑務所演武場－逢甲大學                | 台中客運                   | 經地方法院、臺中女中、臺中車站、一中商圈、大坑口、興安路、僑光科技大學、逢甲商圈                                                                                                 |
| 23       | 中清同榮路口－市立大里高中                | 統聯客運                   | 經水湳、文華高中、大墩路、國立台灣美術館 國立公共資訊圖書館、中興大學。水湳端點為中清同榮路口                                                                                    |
| 25       | 忠信國小－僑光科技大學                    | 中台灣客運                 | 經臺中車站、一中商圈、中國醫藥大學、逢甲商圈 |
| 27       | 臺中車站－嶺東科技大學                    | 台中客運                   | 經公益路、朝馬 |
| 28       | 四張犁圖書館－坪頂                        | 台中客運                   | 經水湳市場、逢甲商圈、朝馬，配屬車輛全車均為博愛座之博愛公車 |
| 29       | 臺中監獄－第一廣場－臺中監獄              | 台中客運                   | 為單循環路線，第一廣場端無發車時刻 經一中商圈、天津路商圈、櫻花路、弘孝路、逢甲商圈、黎明路                                                                                      |
| 32       | 大鵬新城－東英二街長福路口                | 中鹿客運                   | 經美滿社區、捷運文華高中站、皇城社區、水湳、曉明女中、中國醫藥大學、臺中教育大學、臺中車站、旱溪夜市。                                                                           |
| 33       | 僑光科技大學－高鐵台中站                  | 台中客運                   | 經新光三越、文華高中、天津路商圈、光華高工 臺中車站、中興大學、臺中高工、樹仔腳、烏日                                                                                            |
| 35       | 僑光科技大學－南區區公所                  | 台中客運                   | 經逢甲商圈、自然科學博物館、中國醫藥大學 一中商圈、中興大學、國立公共資訊圖書館、臺中高工                                                                                        |
| 37       | 橫山－高鐵臺中站                          | 中台灣客運                 | 經逢甲商圈、臺中車站、臺中高工 |
| 45       | 中科管理局－第一廣場－中科管理局          | 中鹿客運                   | 為單循環路線，第一廣場端無發車時刻 經逢甲商圈 |
| 54       | 下港尾－烏日停車場                        | 台中客運                   | 經逢甲商圈、朝馬 |
| 60       | 大智公園－臺中榮總                        | 台中客運                   | 經後火車站、國立公共資訊圖書館、大墩路 |
| 61       | 太平－臺中車站－大雅清泉醫院              | 統聯客運                   | 經大雅區公所 |
| 63       | 豐原東站－臺中榮總                        | 豐原客運 統聯客運          | 為臺中市第一條的公車聯營路線 經大雅、逢甲商圈、朝馬，不經社口 |
| 67       | 秀泰影城－台中區監理所                    | 中鹿客運                   | 經漢口路 每日八班次繞駛至力行國小 |
| 68       | 鹿寮國中－太原車站－中臺科技大學          | 中鹿客運代駛               | |
| 69       | 龍潭里－臺中國際機場                      | 台中客運                   | |
| 70       | 嶺東科技大學－第一廣場－嶺東科技大學      | 台中客運                   | 為單循環路線，第一廣場端無發車時刻 經一中商圈、廣三SOGO、東興路、高鐵台中站、彩虹眷村                                                                                            |
| 72       | 嶺東科技大學－慈濟醫院                    | 台中客運                   | 經松竹路 |
| 73       | 統聯轉運站－文英兒童公園                  | 統聯客運                   | 經文心森林公園、中山醫學大學、臺中高工 中興大學、臺中車站 |
| 75       | 臺中榮總－吉星社區                        | 統聯客運                   | 榮總端點為榮總宿舍 經老虎城、黎明新村、國立臺灣美術館、大墩文化中心 臺中車站、田園新村、國軍臺中總醫院、勤益科大、光華高工(一江橋)                                               |
| 75區1    | 臺中女中－勤益科技大學                    | 統聯客運                   | 為尖峰時刻部分路線增開班次，例假日及寒暑假停駛 |
| 77       | 中科管理局－統聯轉運站－潭子聯合辦公大樓  | 統聯客運                   | 經自然科學博物館、捷運四維國小站、捷運文心崇德站、新民高中、中國醫藥大學、葳格中學 、慈濟醫院                                                                                    |
| 79       | 中科管理局－大慶車站                      | 統聯客運                   | 經逢甲商圈 |
| 81       | 統聯轉運站－臺中車站－太平                | 統聯客運                   | 經臺中一中、勤美誠品 |
| 82       | 水湳－台中車站                            | 台中客運                   | 水湳端點為貿易三村，經臺中車站、臺中文化創意園區、國立公共資訊圖書館、臺中高等法院 延線至高鐵台中站                                                                              |
| 88       | 宜寧中學－麗園公園                        | 中鹿客運                   | 經榮總、西苑高中、中央公園、松竹路、四維國小、太原車站（太原路）、東山高中、軍功國小                                                                                             |
| 98       | 神岡新庄－中部科學園區－臺中榮總            | 統聯客運                   | 經大雅 |
| 98繞     | 神岡新庄－大華國中－臺中榮總                | 統聯客運                   | 例假日及寒暑假非輔導課日停駛 |
| 101      | 敦化公園－臺中車站－彰化車站              | 台中客運                   | 經新烏日車站、國立公共資訊圖書館、水湳 |
| 127      | 臺中洲際棒球場－漢口路－東興路－豐樂公園  | 巨業交通                   | 經好市多、漢口國中 副線經崇德路 |
| 151      | 新市政中心－朝陽科技大學                  | 中台灣客運                 | 霧峰新幹線公車 經高鐵臺中站、亞洲大學、霧峰農工 |
| 152      | 臺中市議會－翁子國小                      | 中台灣客運                 | 經豐原轉運中心、台中市政府陽明大樓。豐原新幹線公車 |
| 152區1   | 臺中市議會－圓環南永安街口                | 中台灣客運                 | 例假日停駛 |
| 153      | 高鐵臺中站－谷關                          | 豐原客運                   | 谷關新幹線公車 |
| 153副    | 新市政中心－谷關                          | 豐原客運                   | 谷關新幹線公車 |
| 153區    | 高鐵台中站－東勢高工                      | 豐原客運                   | |
| 154      | 臺中女中－大甲區公所                      | 台中客運                   | 大甲新幹線公車 部分班次大甲端點為頂店 |
| 155      | 高鐵臺中站－麗寶樂園                      | 中台灣客運                 | 后里新幹線公車 經朝馬、甲后路 |
| 155副    | 高鐵臺中站－麗寶樂園                      | 中台灣客運                 | 后里新幹線公車 經中港轉運站、九甲七路 |
| 157      | 文心森林公園－大甲區公所                  | 台中客運                   | 外埔新幹線公車 經外埔區公所 延線至頂店 |
| 160      | 高鐵臺中站－僑光科技大學                  | 和欣客運                   | |
| 161      | 高鐵臺中站－中科管理局                    | 和欣客運                   | 副線不經台中榮總 |
| 220      | 豐原東站－臺中榮總                        | 豐原客運                   | 經社口、大雅、橫山 |
| 220繞    | 豐原東站－大華國中－臺中榮總              | 豐原客運                   | 例假日及寒暑假非輔導課日停駛 |
| 300      | 靜宜大學－臺中車站－靜宜大學              | 台中客運 統聯客運 巨業交通 | 行駛於公車專用道 為單循環路線 |
| 301      | 靜宜大學－新光里                          | 統聯客運                   | 行駛於公車專用道 |
| 302      | 臺中航空站－新光里                        | 中台灣客運                 | 行駛於公車專用道 |
| 303      | 大勇東四維東路口－新民高中                | 統聯客運                   | 經清水區鰲峰路 行駛於公車專用道 |
| 304      | 新民高中－港區藝術中心                    | 台中客運                   | 經清水區五權路 行駛於公車專用道 |
| 305      | 文武公園－鹿寮－臺中車站－文武公園        | 巨業交通                   | 經清水、沙鹿 行駛於公車專用道 為單循環路線 |
| 306      | 清水－梧棲－臺中車站－清水                | 巨業交通                   | 經沙鹿 行駛於公車專用道 為單循環路線 |
| 307      | 新民高中－梧棲觀光漁港                    | 台中客運                   | 行駛於公車專用道 副線起點八德東大勇路口 |
| 308      | 新民高中－關連工業區                      | 統聯客運                   | 行駛於公車專用道 副、繞線起點大勇四維東路口 |
| 309      | 高美濕地－臺中車站－高美濕地              | 台中客運 統聯客運 巨業交通 | 行駛於公車專用道 為單循環路線 部分班次營運模式為「靜宜大學－臺中車站－靜宜大學－高美濕地」                                                                                       |
| 310      | 臺中車站－臺中港旅客服務中心              | 台中客運 統聯客運 巨業交通 | 行駛於公車專用道 |
| 323      | 彩虹眷村－臺中區監理所－新建國市場(6號門) | 台中客運                   | |
| 324      | 臺中都會公園－台中車站－臺中都會公園      | 台中客運                   | 為單循環路線 |
| 325      | 臺中車站－大肚車站                        | 台中客運                   | |
| 326      | 靜宜大學－新民高中                        | 統聯客運                   | 行駛於慢車道，與301路路權不同 |
| 328      | 臺中車站－嶺東科技大學                    | 巨業交通                   | 台灣大道行駛於公車專用道 經台中工業區 |
| 351      | 統聯轉運站－臺中工業區                    | 統聯客運                   | |
| 352      | 大肚－中科管理局                          | 巨業交通                   | 經中客東海停車場、宜寧中學 |
| 354      | 東海路思義教堂－僑光科技大學              | 統聯客運、中台灣客運       | |
| 355      | 仁友停車場－台中區監理所－西苑高中        | 中鹿客運                   | 經中客東海停車場、宜寧中學 |
| 357      | 中台新村-台中國際機場                     | 台中客運                   | 69繞與原357路合併 |
| 358      | 嶺東高中－逢甲大學                        | 中鹿客運                   | 延線至台中區監理所 |
| 361      | 龍津高中－台中市立圖書館溪西分館          | 中鹿客運                   | 經龍井車站、台中榮總、澄清中港院區 |
| 365      | 高鐵臺中站－國安社區（宜寧中學）          | 台中客運代駛               | |
| 500      | 台中車站－台中國際機場                    | 台中客運                   | 延線至清水 |
| 525      | 臺中刑務所演武場－社口活動中心            | 中鹿客運                   | 中清民生幹線 經台中女中、臺中車站、第一廣場、中國醫藥大學、曉明女中、天津路商圈、中國醫大水湳校區、台中流行音樂中心、大華國中                                                    |
| 528      | 大鵬國小－豐原轉運中心                    | 巨業交通                   | 經社口、大雅、八張犁、逢甲大學、僑光科技大學 |
| 529      | 豐原轉運中心－朝馬                        | 中鹿客運                   | 經大華國中、社口、大雅 |
| 555      | 台中國際機場－捷運文華高中站              | 睿奕交通                   | 經市政府、新光三越、大遠百、黎明中科路口 |
| 651      | 臺中女中－大甲區公所                      | 中台灣客運                 | 經崇德路、松竹路、中清路、國道一號、國道四號。市區非逐站停靠 |
| 658      | 惠文高中－大安濱海樂園                    | 中台灣客運                 | 部分班次大安端點為海墘國小 經臺灣大道、大甲車站、大安區公所 |
| 659      | 臺中榮總－幼獅工業區                      | 台中客運                   | 經國道三號、國道四號 |
| 675      | 龍津高中－凱旋敦化路口                    | 台中客運 統聯客運          | 原199 |
| 綠1      | 捷運北屯總站－仁友停車場                  | 中鹿客運                   | 經捷運松竹站、捷運四維國小站、曉明女中、捷運文華高中站、捷運文心櫻花站、捷運市政府站、萬壽棒球場、捷運豐樂公園站、中山醫學大學、捷運大慶站、捷運九張犁站、捷運九德站、捷運烏日站 |
| 綠2      | 太原車站－捷運文心森林公園站              | 統聯客運                   | 經東山高中、捷運四維國小、捷運文心崇德站、捷運文心中清站、臺灣日報、捷運文華高中站、捷運文心櫻花站、捷運市政府站、捷運水安宮站                                                   |
| 綠3      | 省議會－臺中市議會-省議會                 | 統聯客運                   | 經捷運水安宮站、捷運文心森林公園站、捷運南屯站、捷運豐樂公園站、臺中高工、僑泰中學、興大附中、青年高中、大里圖書館、霧峰農工、霧峰郵局(明台高中)                                 |
| 綠4      | 宜寧中學－中科管理局－捷運文心中清站      | 統聯客運                   | 經捷運文心櫻花站、捷運文華高中站、臺灣日報 |

#### 公共自行車
臺中市公共自行車租賃系統（iBike）是臺中市政府推動的公共自行車租賃系統，2013年6月開始規劃建置，2014年7月18日開始營運，西屯區是臺中市29區中第一個正式設置YouBike1.0系統站點的行政區，2020年12月18日引進YouBike2.0系統，與北屯區、南屯區、北區及烏日區為臺中市首個引進YouBike2.0系統站點的行政區，2023年6月28日全面停止營運YouBike1.0系統，改為僅營運YouBike2.0系統。資料截至2024年12月31日，YouBike2.0系統已於西屯區設有197個站點，為臺中市設有最多公共自行車租賃站的行政區，可甲地租車、乙地還車，提供民眾租借使用。

## 觀光旅遊

### 人文自然景點
- 路思義教堂：位於東海大學內，由貝聿銘與陳其寬設計的地標性建築與國定古蹟。
- 張家祖廟[16]：位於協和里臺中工業區南邊的直轄市定古蹟。[17]
- 張廖家廟：位於逢甲大學旁的直轄市定古蹟。
- 臺中國家歌劇院：位於七期重劃區內，由伊東豊雄設計。
- 臺中都會公園：位在大肚台地西屯、沙鹿區界上。
- 臺中中央公園：2020年底落成。位於水湳經貿園區，有「臺中之肺」的美譽。
- 秋紅谷公園：位在七期重劃區北邊的朝馬地區上。
- 惠來遺址公園：位於惠來里內。
- 捷安特自行車文化探索館：位於中科臺中基地巨大機械營運總部園區內。
- 潮洋環保公園：位在七期重劃區內，潮洋溪畔。

### 宗教場所
- 何厝庄福壽宮：位在何德里青海路。
- 何厝庄福德祠：位在何厝里甘州街。
- 惠來里福德祠：位於惠來里惠中路一段，七期重劃區內。
- 八張犁廣興宮：位於廣福里廣福路上。
- 港尾永興福德祠：位於港尾里，歷史可追溯到雍正年間廖朝孔開墾永興莊。
- 清武家廟垂裕堂：位於港尾里清武巷的張廖庄內。
- 港尾萬魂祠：位於港尾里，祭祀因水湳機場遷葬的先人。

### 百貨商圈
- 市政商圈（七期重劃區）
  - 新光三越台中中港店：2000年設於臺灣大道與惠來路交叉口，是全台新光三越百貨中營業額最高的單一分館。
  - Top City 台中大遠百：位於新光三越百貨台中店旁，2011年12月開幕，是全台遠東百貨面積最大及營業額最高的單一分館。
  - 老虎城購物中心：位於河南路上，2001年設立的一座中型購物中心，設有威秀影城及ZARA。
  - 誠品生活480：位於市政路上的林鼎市政四八〇大樓B1至7樓，2024年正式營運。
- JMall：座落在台灣大道上，位於澄清醫院中港院區旁，以餐飲業種為主的美食商場。
- 逢甲商圈：位於逢甲大學旁，是臺灣面積與規模最大的夜市型商圈，包括文華路、逢甲路、西屯路、福星路、西安街等範圍。
- 中科商圈：在西屯路上，隨中科成立而形成的商圈。
- 米平方商場 M Square：位於國安一路及玉門路口，以餐飲業種為主的社區型商場，並有運動服飾、健身房。

### 觀光飯店
- 長榮桂冠酒店：臺中市的五星級飯店之一。
- 永豐棧酒店：臺中市的五星級飯店之一。
- 林酒店：臺中市的五星級飯店之一。
- 台中日月千禧酒店：臺中市的五星級飯店之一。
- 裕元花園酒店：臺中市的五星級飯店之一。
- 福華大飯店：臺灣知名的連鎖觀光飯店。

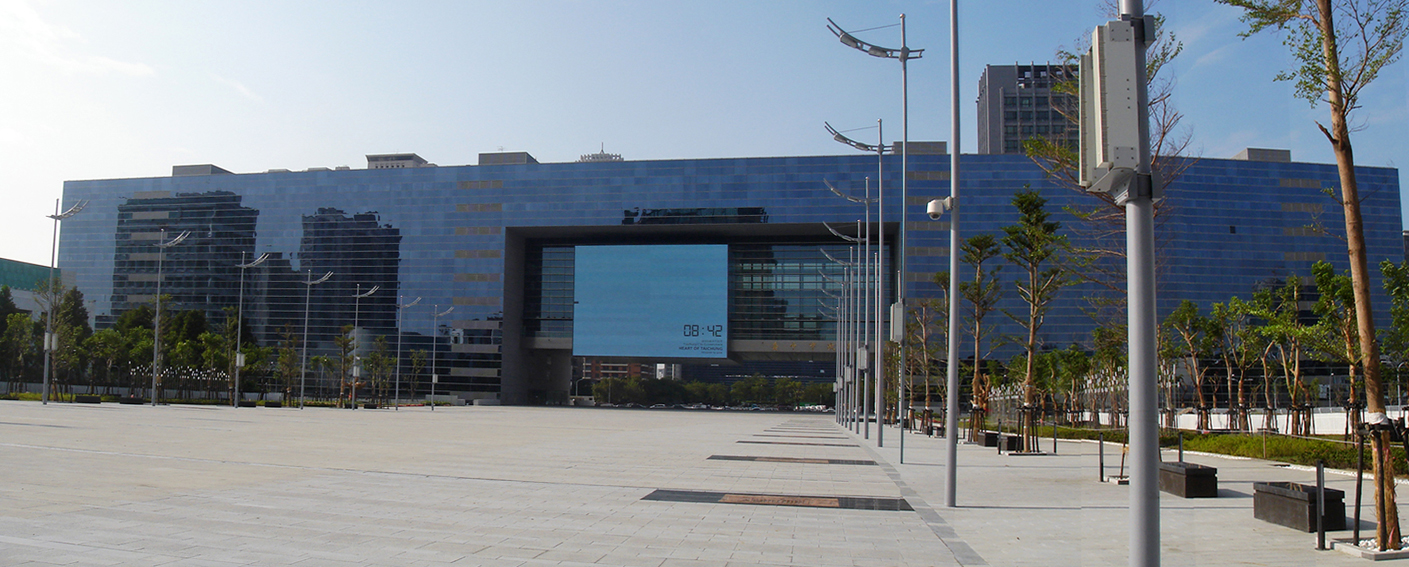
臺中市政府大樓
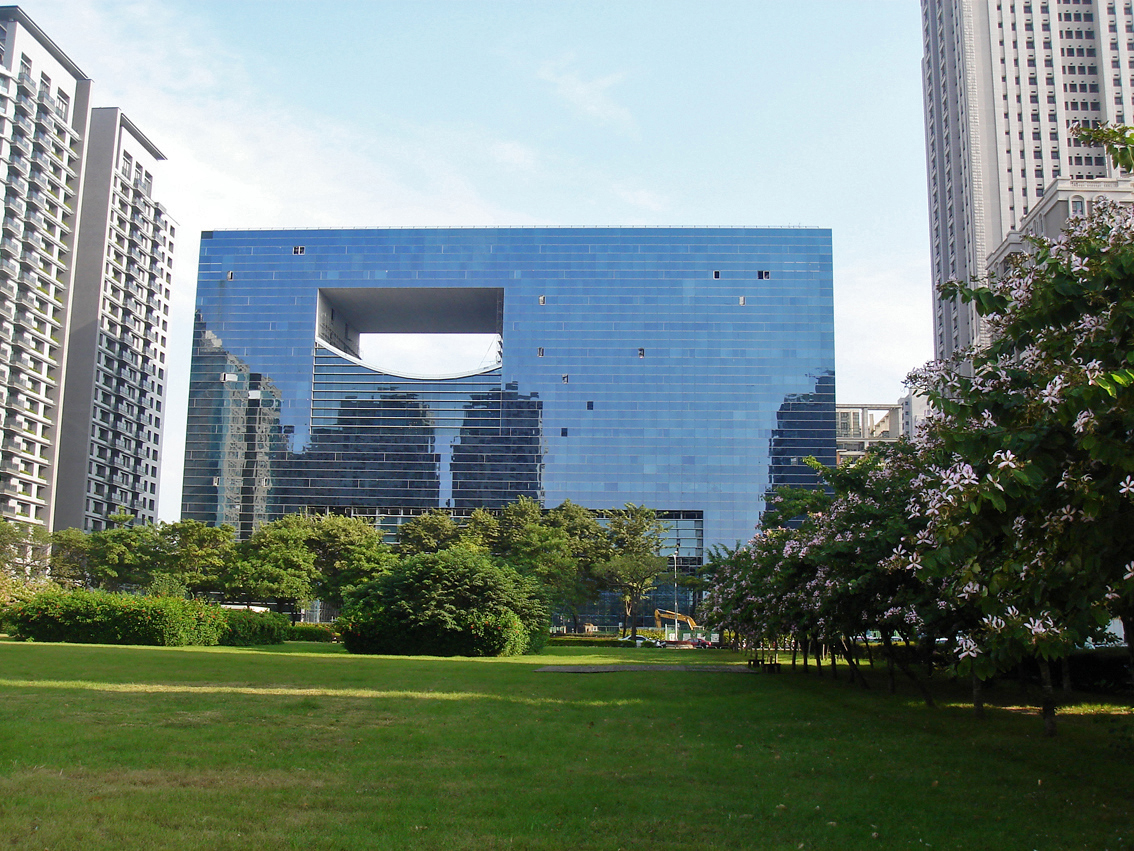
臺中議政大樓
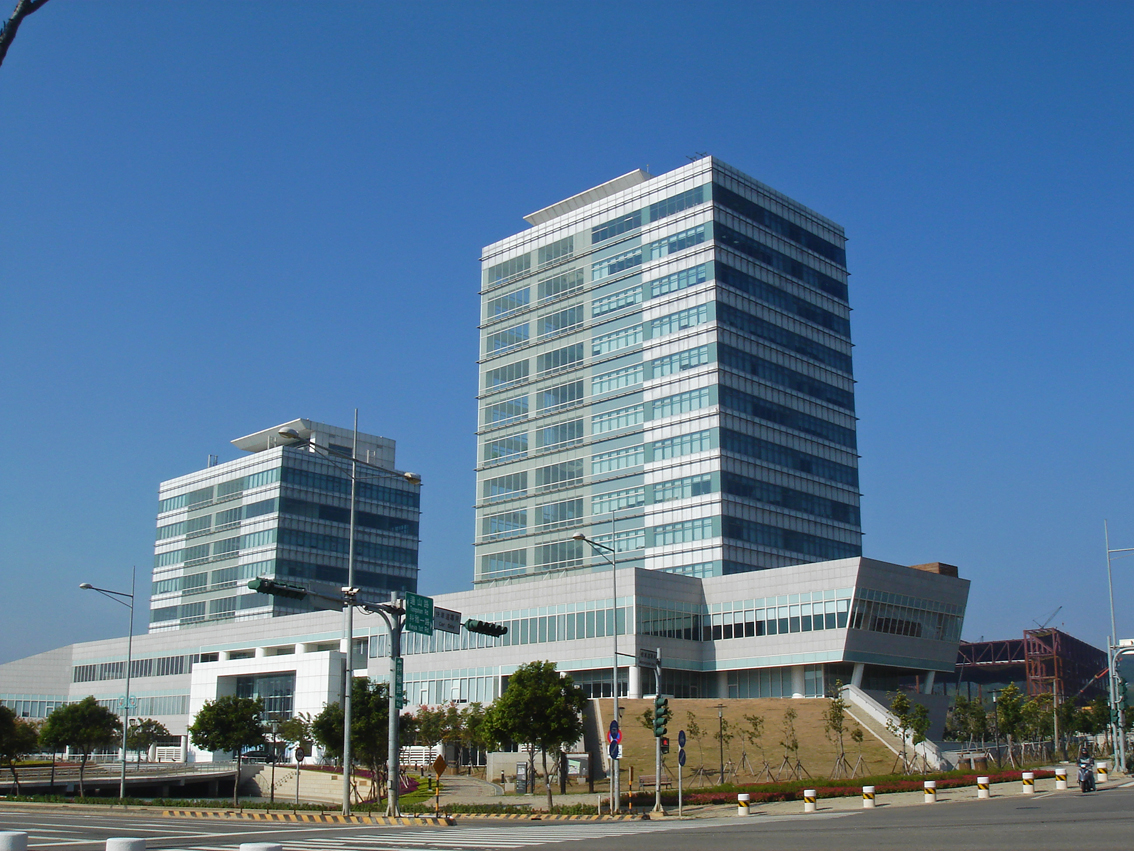
中科管理局
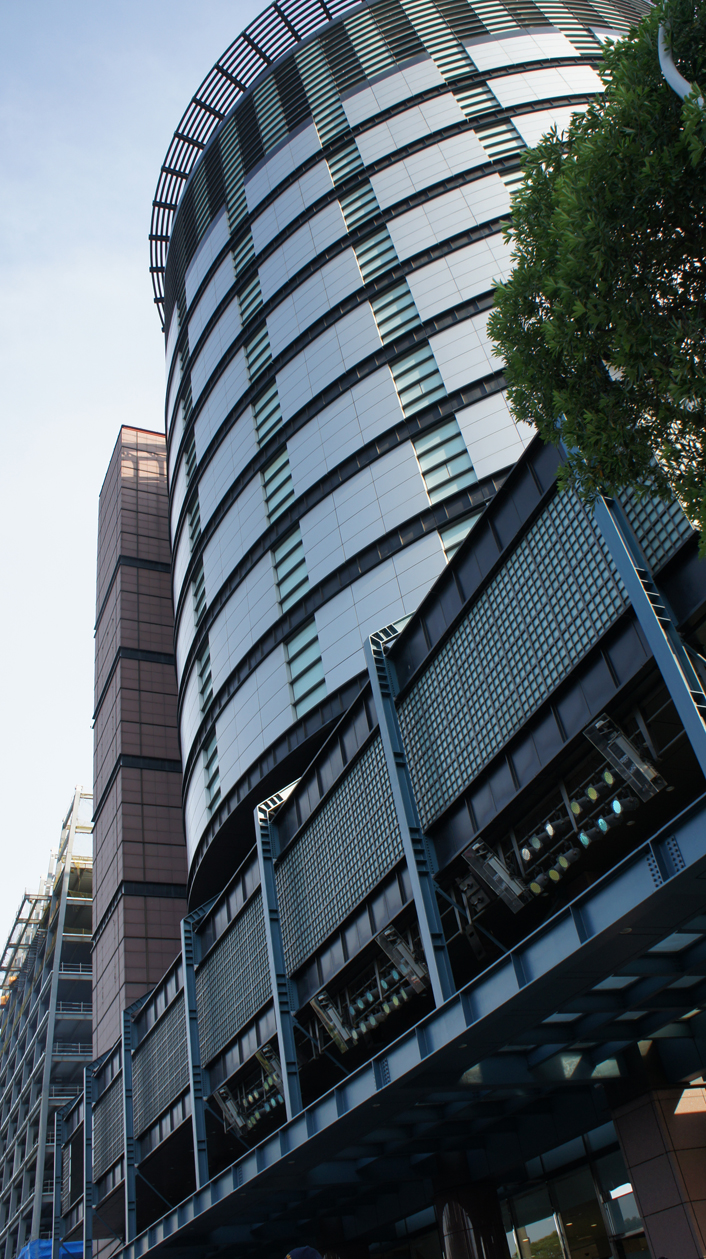
新光三越台中店
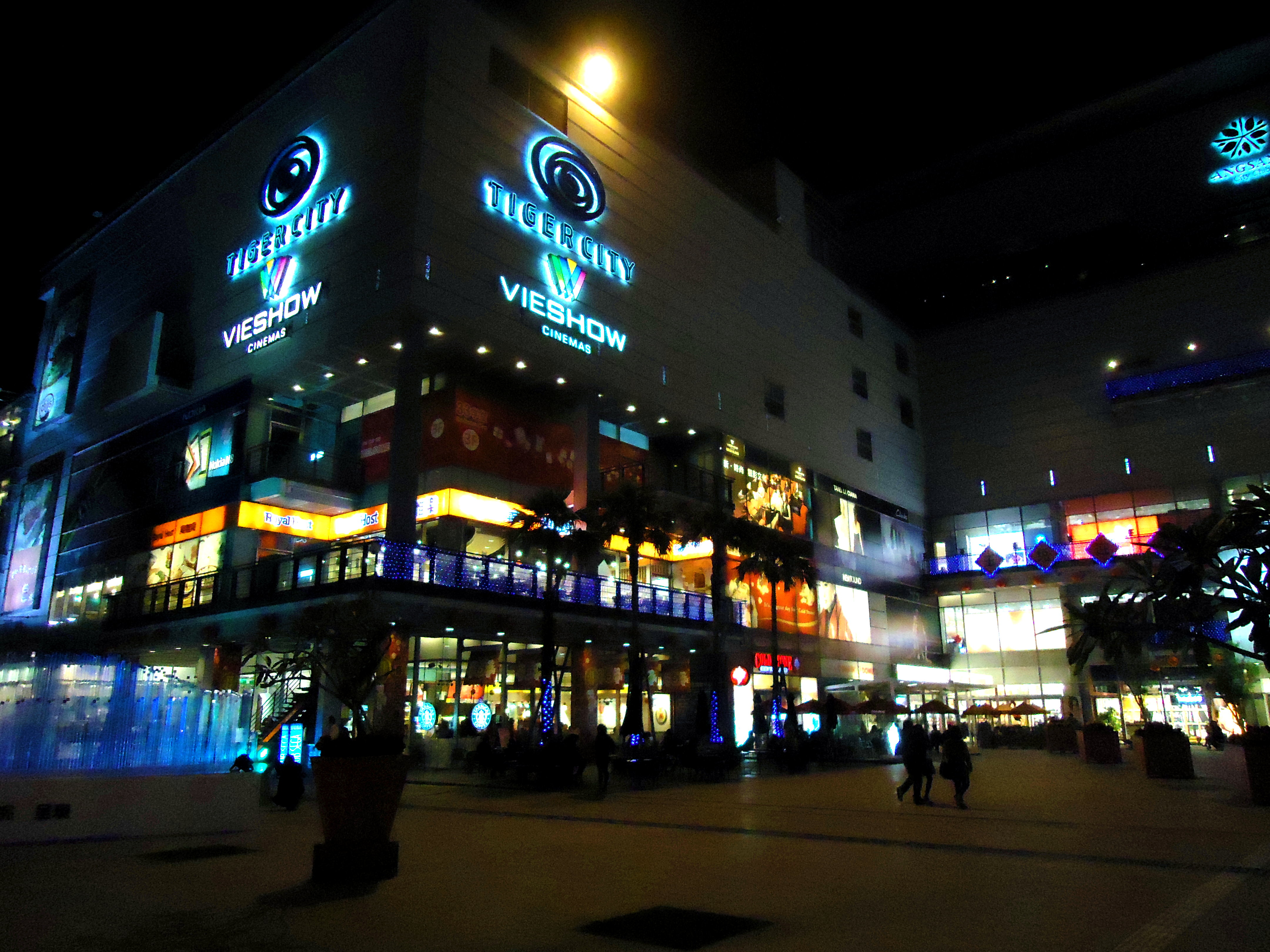
老虎城購物中心
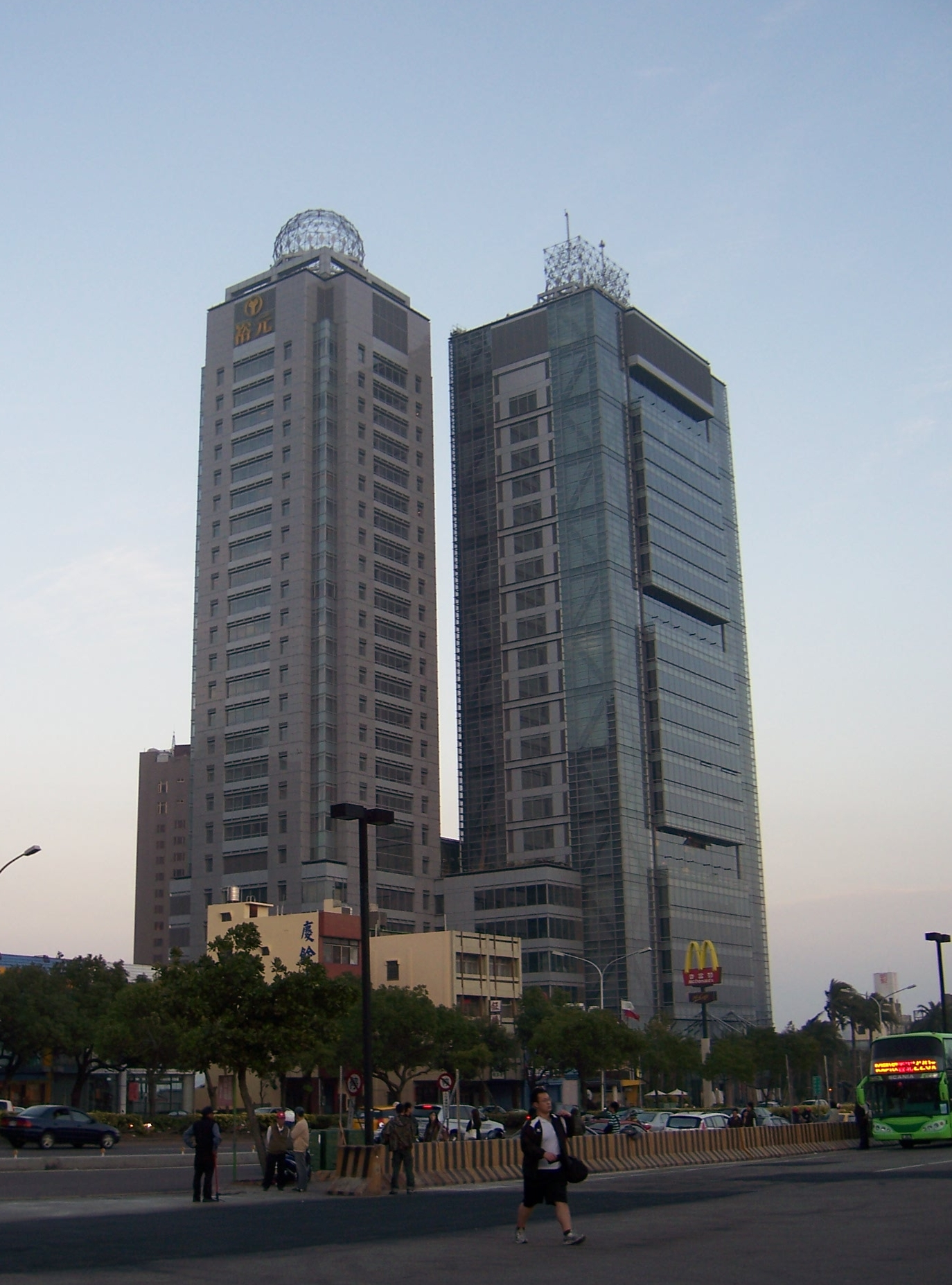
裕元花園酒店
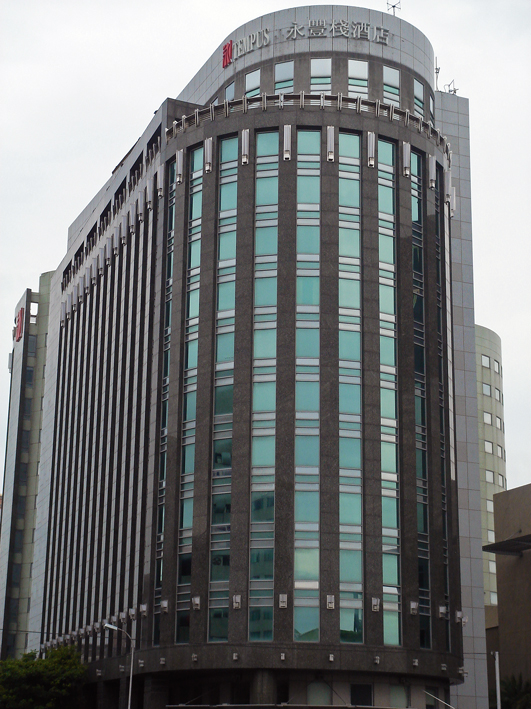
永豐棧酒店
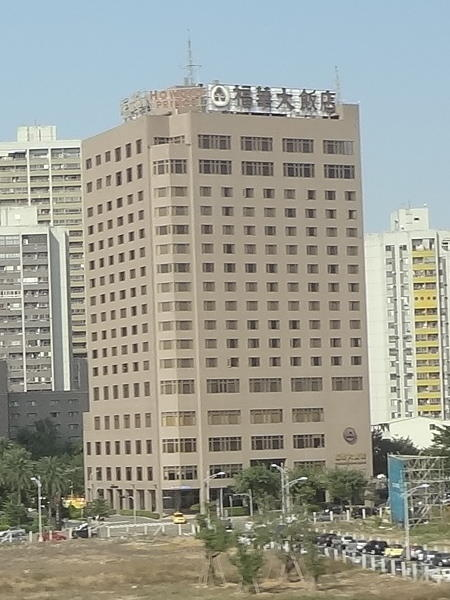
福華大飯店
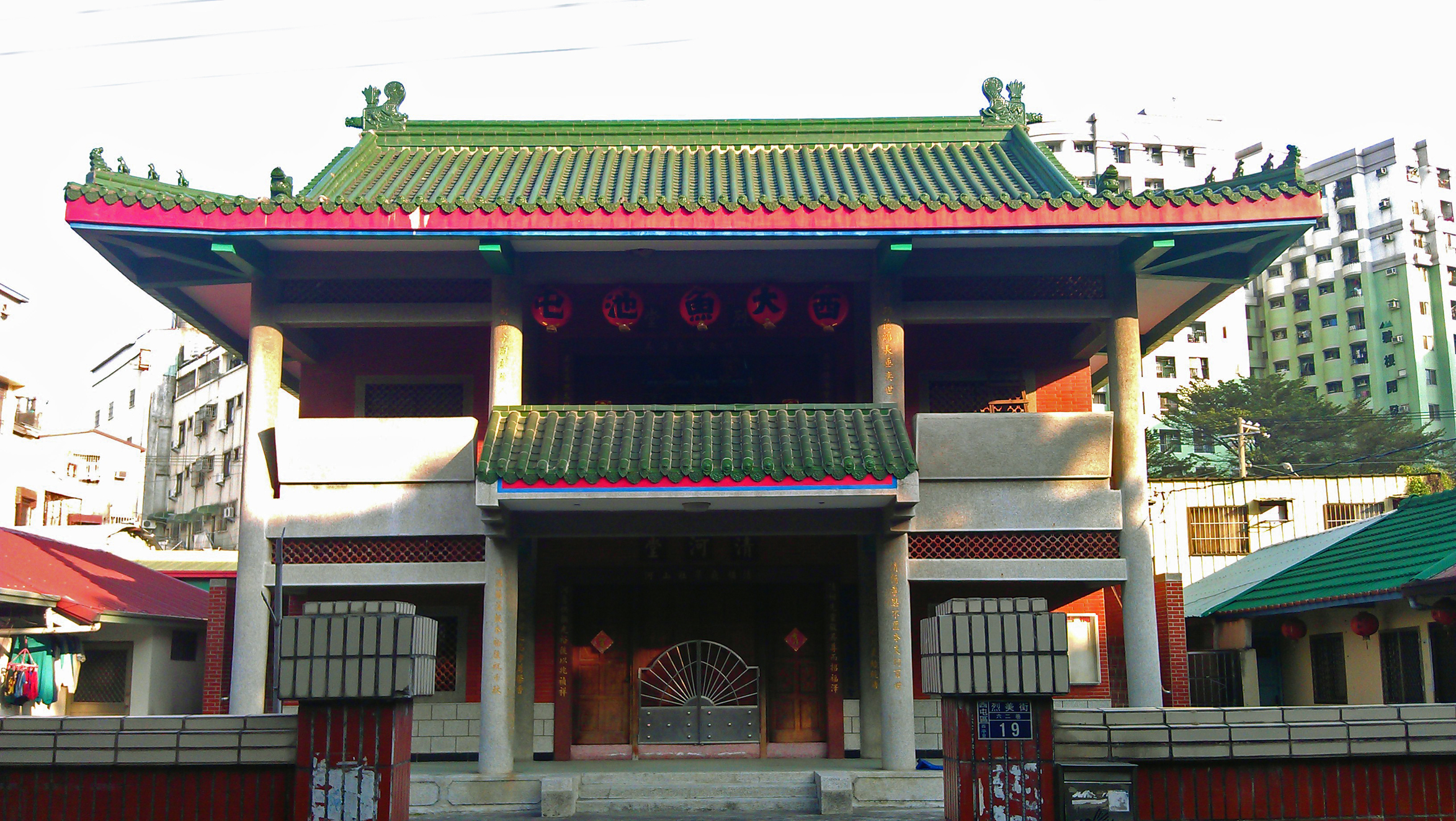
張廖姓烈美派堂
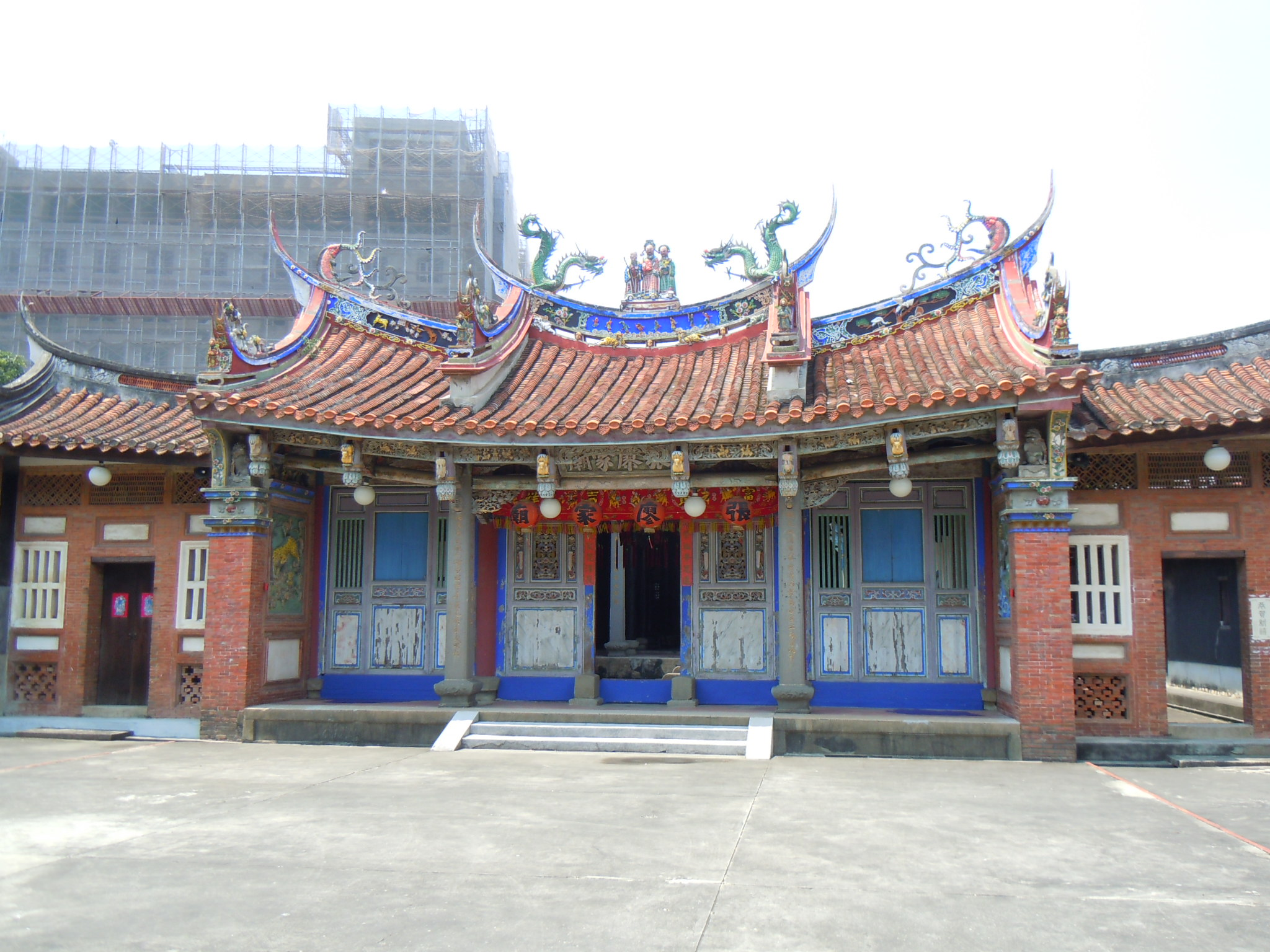
張廖家廟
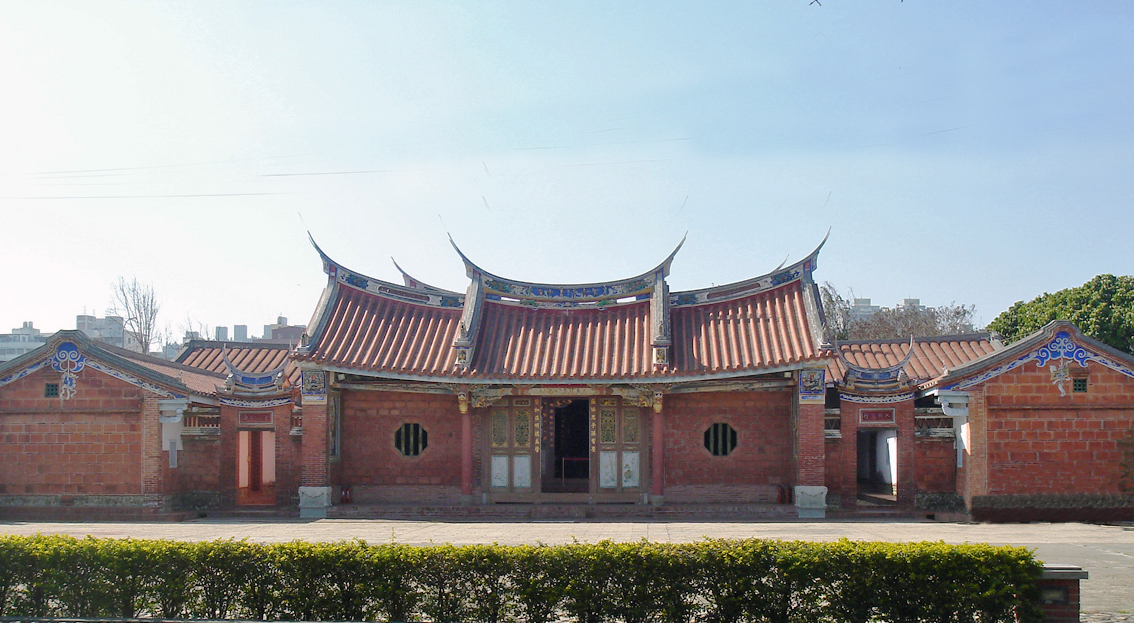
張家祖廟
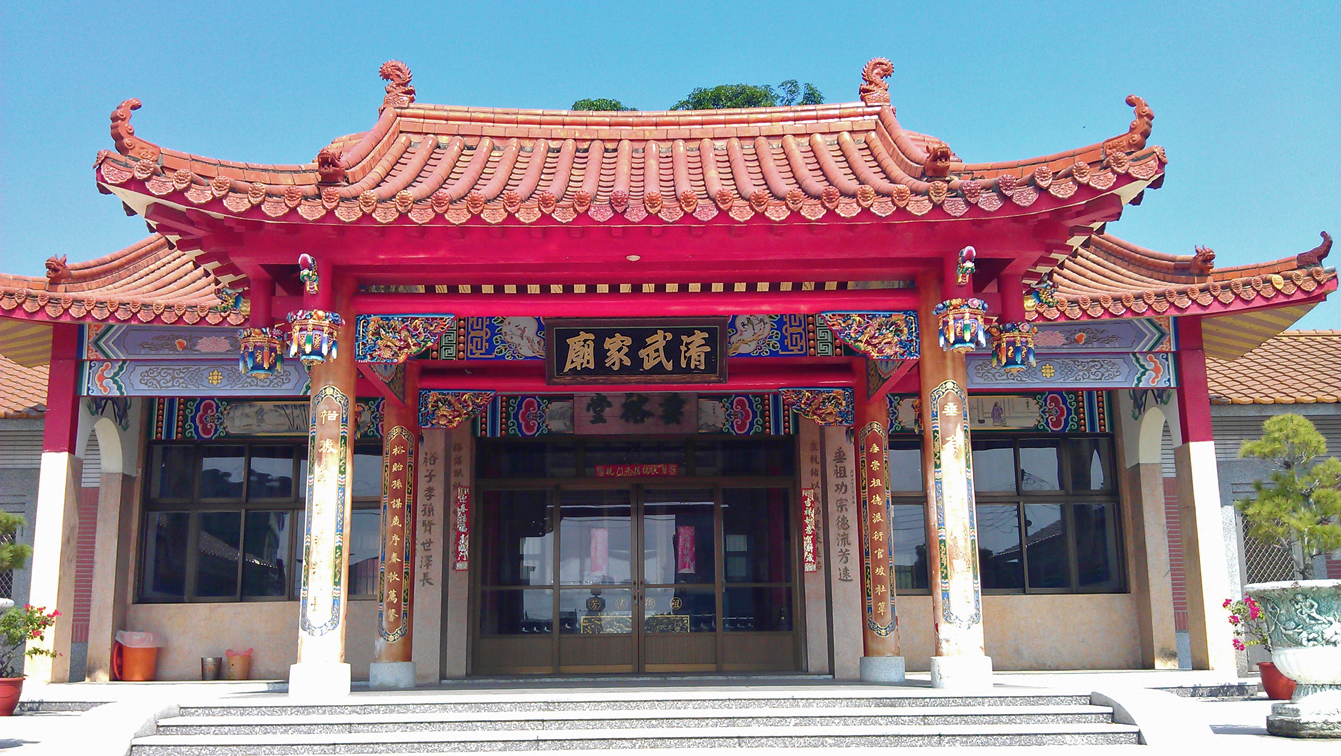
清武家廟
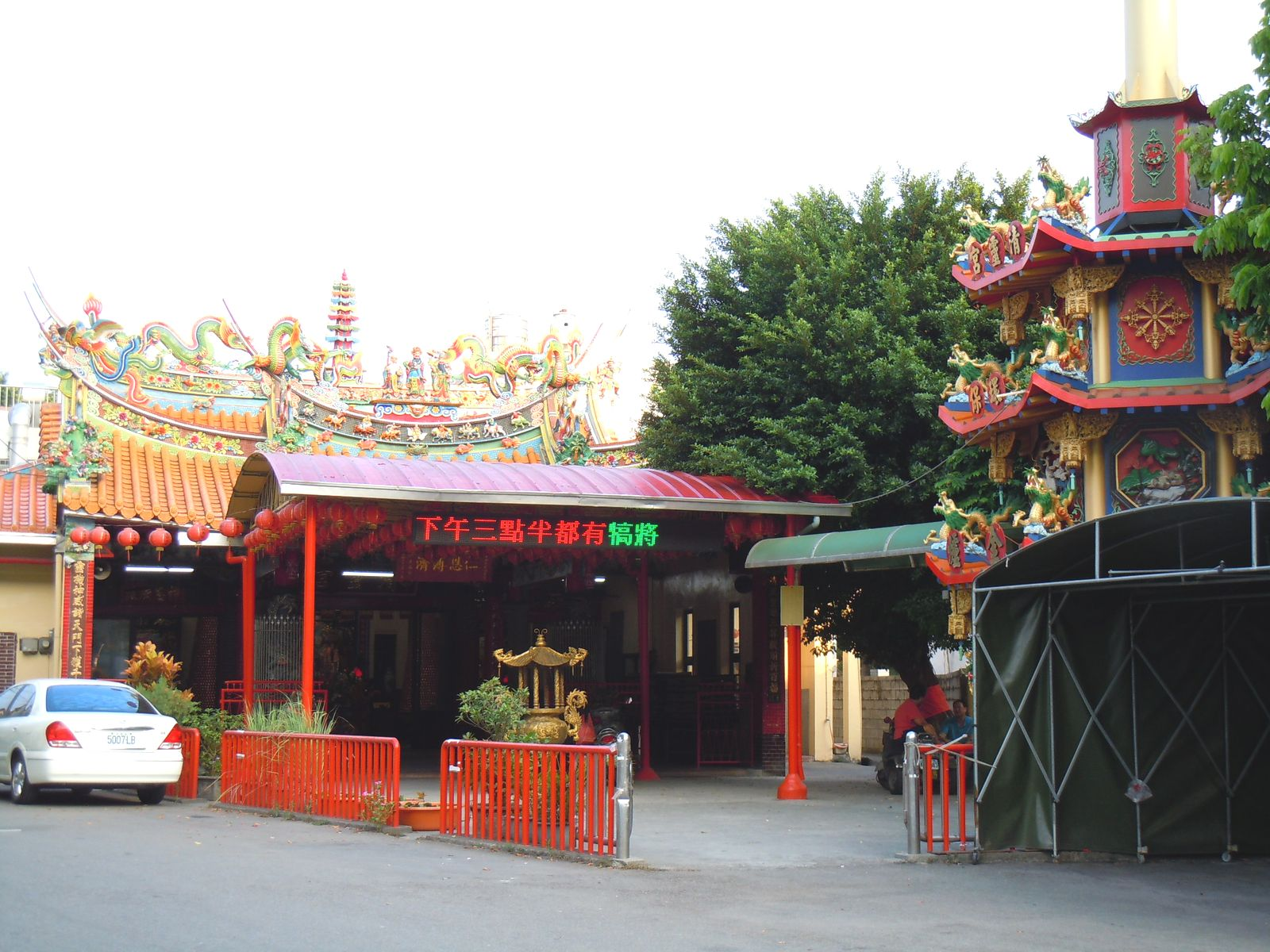
清隆福宮廣場前
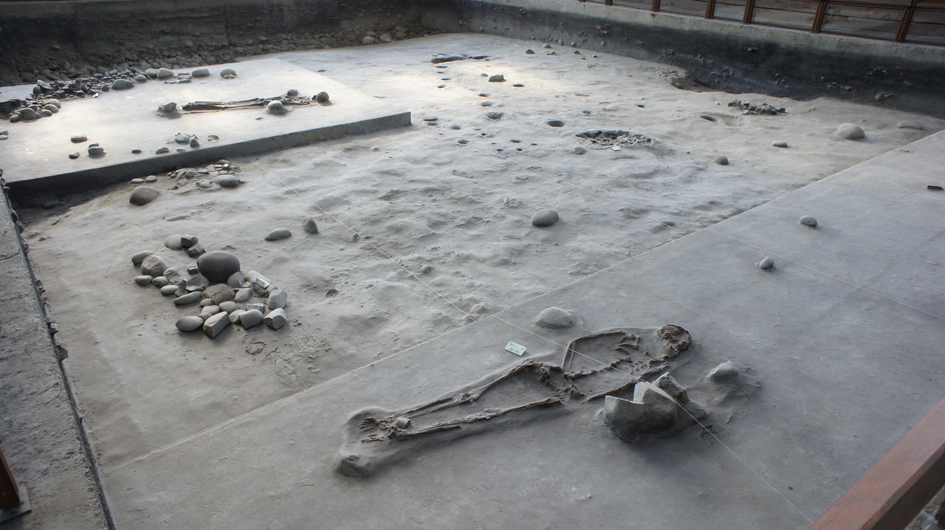
惠來遺址公園
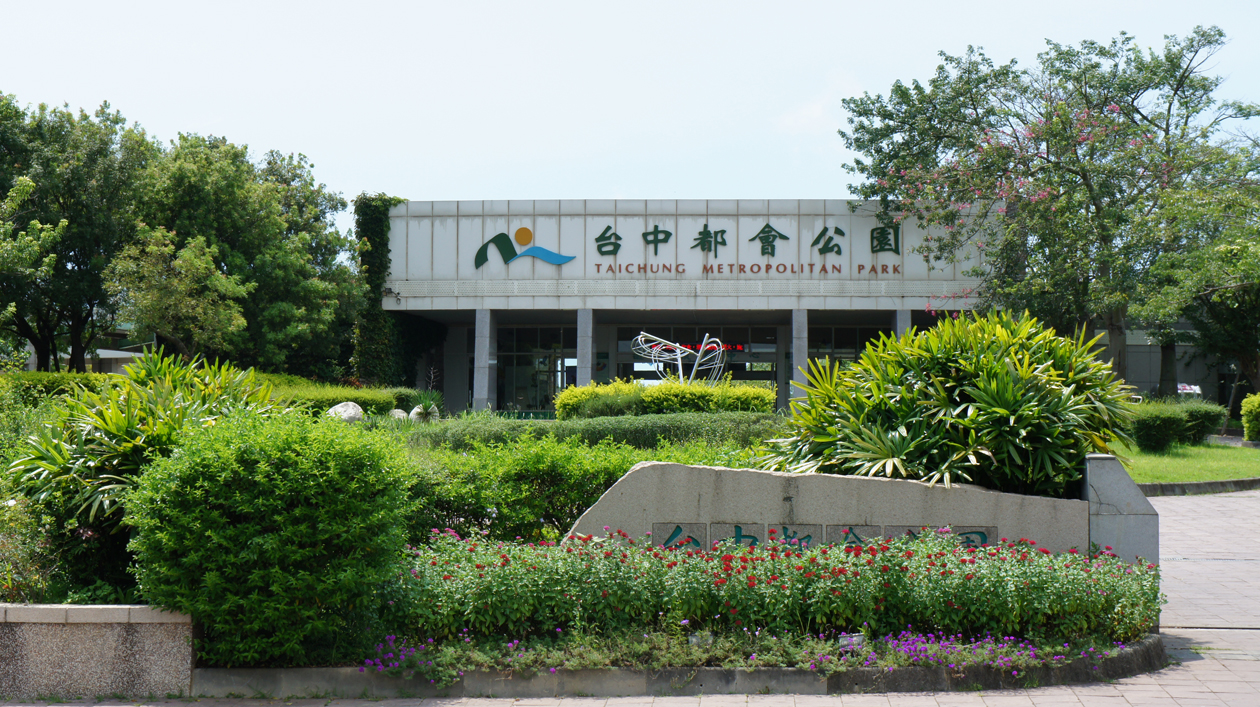
台中都會公園

## 外部連結
- 西屯區公所 （页面存档备份，存于）
- 西屯區公所的Facebook專頁
- YouTube上的西屯區公所頻道